# Gran Premio Industria e Commercio di Prato 1989
Il Gran Premio Industria e Commercio di Prato 1989, quarantaquattresima edizione della corsa, si svolse il 25 aprile 1989 su un percorso di 225 km, con arrivo a Prato. Fu vinto dall'italiano Pierino Gavazzi della Polli-Mobiexport davanti al belga Andrei Tchmil e all'italiano Maurizio Rossi.

## Ordine d'arrivo (Top 10)
| Pos. | Corridore         | Squadra                   | Tempo    |
| ---- | ----------------- | ------------------------- | -------- |
| 1    | Pierino Gavazzi   | Polli-Mobiexport          | 5h31'27" |
| 2    | Andrei Tchmil     | Alfa Lum-STM              |          |
| 3    | Maurizio Rossi    | Jolly Componibili-Club 88 |          |
| 4    | Luca Gelfi        | Del Tongo-Mele Val di Non |          |
| 5    | Rolf Sørensen     | Ariostea                  |          |
| 6    | Angelo Canzonieri | Pepsi Cola-Alba Cucine    |          |
| 7    | Roberto Pelliconi | Polli-Mobiexport          |          |
| 8    | Danilo Gioia      | Atala-Campagnolo          |          |
| 9    | Roberto Gusmeroli | Atala-Campagnolo          |          |
| 10   | Maurizio Vandelli | Atala-Campagnolo          |          |